# Tomás Badaloni
Tomás Oscar Badaloni (ur. 2 maja 2000 w Villa Nueva) – argentyński piłkarz pochodzenia włoskiego występujący na pozycji napastnika, od 2024 roku zawodnik meksykańskiej Necaxy.